# Karlag

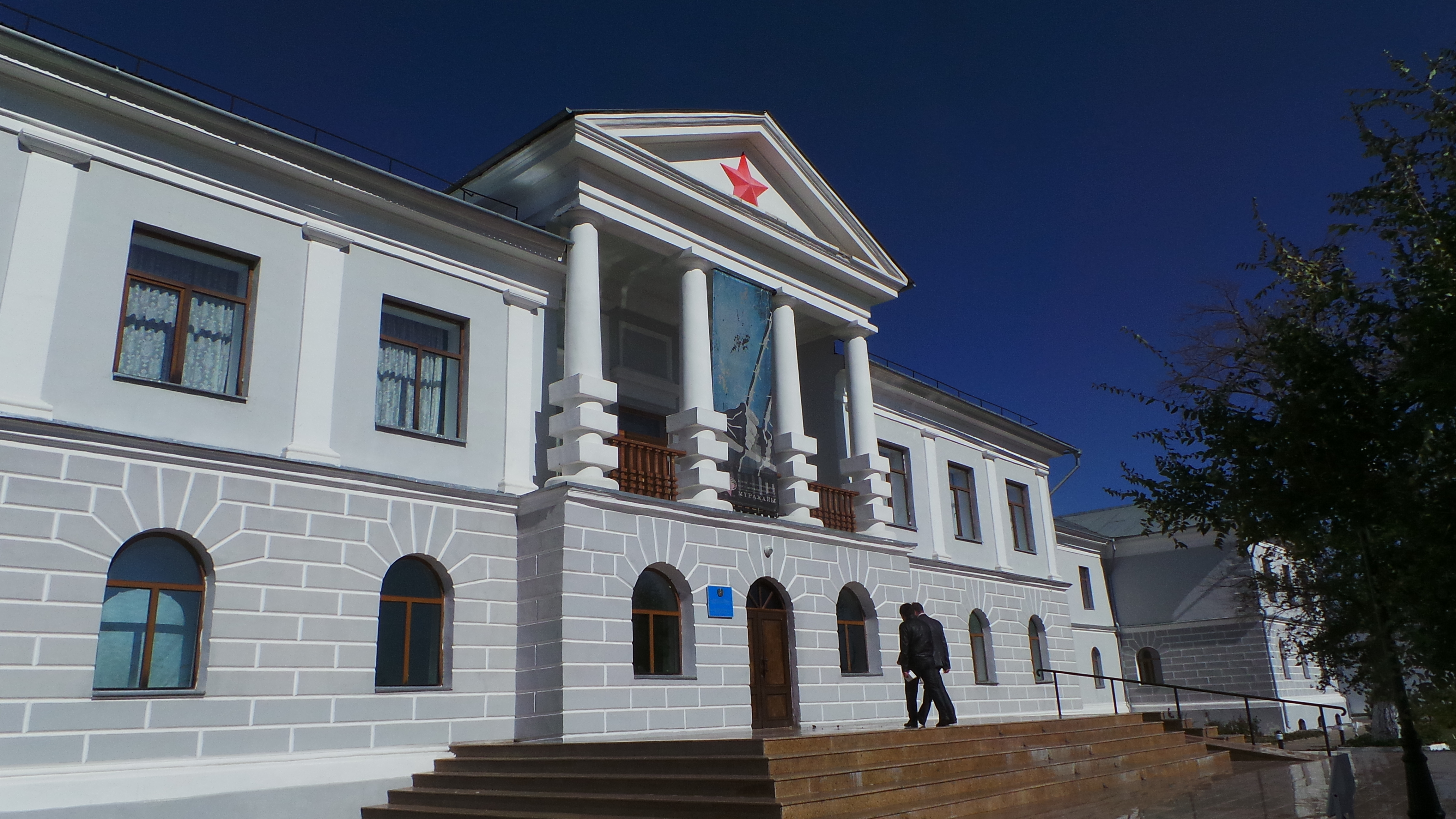
L'edificio principale del Karlag a Dolinka

Il campo di lavoro correttivo di Karaganda (in russo Карагандинский исправительно-трудовой лагерь?), più noto con l'acronimo Karlag (Карлаг), è stato uno dei più estesi gulag sovietici, situato nella regione di Karaganda in Kazakistan (allora Repubblica Socialista Sovietica Kazaka).

## Storia
Il campo fu attivo dal 1939 al 1959 e si stima che vi transitarono milioni di persone. Nel 1950 si articolava in oltre 200 suddivisioni estendendosi in un'area di circa 600 000 chilometri quadrati, comparabile alla superficie della Francia. Una delle ragioni alla base dell'istituzione del Karlag era la creazione di una vasta base agricola e industriale per lo sviluppo delle industrie carbonifere e metallurgiche del Kazakistan centrale, compreso il bacino carbonifero di Karaganda e gli impianti di rame di Zhezkazgan e Balqaš. Dal 1931, il regime sovietico iniziò arresti di massa di contadini che si erano rifiutati di unirsi alle fattorie collettive nell'area del Volga, negli oblast' di Penza, Tambov, Kursk, Voronež e Orël. I prigionieri dovevano dedicarsi alla produzione agricola, costruire un sistema di trasporto ferroviario e lavorare nell'industria mineraria e nell'edilizia. Nell'autunno del 1931, circa 52 000 famiglie erano arrivate nel centro del Kazakistan in condizioni disumane. Il tasso di mortalità durante il loro trasporto al Karlag era molto alto e i cadaveri venivano sepolti lungo i binari della ferrovia. Il Karlag rappresentava una sorta di Stato nello Stato con amministrazione, economia, forze militari, sistema di trasporto e servizio postale propri. Dopo la morte dei prigionieri i loro fascicoli personali venivano distrutti, rendendo impossibile conoscere il loro esatto numero.

## Prigionieri celebri
- Arkadij Belinkov (1921-1970), scrittore
- Margarete Buber-Neumann (1901-1989), attivista comunista e già compagna di Heinz Neumann, dirigente del Partito Comunista di Germania ucciso nelle Grandi purghe; narrò della prigionia nel Karlag nell'opera autobiografica Prigioniera di Stalin e Hitler
- Nykyta Budka (1877-1949), vescovo cattolico
- Alexander Chizhevsky (1897-1964), scienziato
- Alexander Grigoriev (1891-1961), pittore
- Jean Nicolas (1901-1984), missionario
- Nikolaj Nikolaevič Urvancev (1893-1985), geologo ed esploratore
- Oleksij Zaryc'kyj (1912–1963), religioso